# The Herbaliser

The Herbaliser em 2012

The Herbaliser é uma banda de jazz/hip hop formada por Ollie Teeba e Jake Wherry, em Londres, Inglaterra No principio dos anos 90. Uma das mais famosas bandas da editora independente de discos Ninja Tune.
Jake, que cresceu ao som do Jazz e de James Brwon, inicia-se como musico ao tocar guitarra e baixo em varias bandasde jazz/hip-hop, tais como the Propheteers e The Meateaters.
Ollie é mestre do scrath e adepto do hip-hop, que descobre os 15 anos. 
Em 1984 os dois musicos encontram-se e um pouco mais tarde formam  o coletivo.

## Composiçao do grupo
- Jack Wherry (baixo)
- Dj Ollie Teeba (turntables)
- Mickey Moody (Bateria)
- Chris Bowden (saxofone alto)
- Matt Coleman (Trombone )
- Patrick Dawes (percussao)
- Andy Ross (flauta, saxofone ténor, baryton)
- Kaidi Tatham (piano)
- Ralph Lamb (trompeta)